# 克蘭克里克鎮區 (伊利諾伊州梅森縣)
克蘭克里克鎮區（英語：Crane Creek Township）是位於美國伊利諾伊州梅森縣的一個行政鎮區。

## 地方資料
根據2010年美國人口普查的數據，克蘭克里克鎮區的面積為88.60平方千米，當中陸地面積為88.10平方千米，而水域面積為0.50平方千米。當地共有人口126人，而人口密度為每平方千米1.42人。